# Осьминское сельское поселение
О́сьминское се́льское поселе́ние — муниципальное образование в западной части Лужского муниципального района Ленинградской области. Административный центр — посёлок Осьмино.

## Географическое положение
Поселение расположено в северо-западной части района.
Граничит:
- на севере с Волосовским муниципальным районом
- на востоке с Толмачёвским городским поселением
- на юго-востоке с Волошовским сельским поселением
- на юге с Псковской областью
- на западе со Сланцевским муниципальным районом

По территории поселения проходят автодороги:
- 41А-186 (Толмачёво — автодорога Нарва)
- 41К-020 (Сижно — Осьмино)
- 41К-027 (Старополье — Осьмино)
- 41К-145 (Ретюнь — Сара-Лог)
- 41К-669 (Осьмино — Хилок)

Расстояние от административного центра поселения до районного центра — 74 км.

## Природа
Рельеф территории равнинный, абсолютные высоты 27—101,6 метров над уровнем моря.
Климат умеренно континентальный. Средняя температура июля 17°С, января — −8°С. Среднегодовое количество осадков 650—700 мм.
По территории поселения протекает река Саба.
Почвы, в основном, дерново-подзолистые.
Леса коренные, еловые. Уровень лесистости высокий.

## История
В начале 1920-х годов в составе Осьминской волости Кингисеппского уезда был образован Осьминский сельсовет.
В августе 1927 года Осьминский сельсовет вошёл в состав Осьминского района Ленинградской области.
10 июля 1959 года к Осьминскому сельсовету был присоединён ликвидированный Шипинский сельсовет, 23 декабря 1960 года — Сватковский сельсовет.
2 августа 1961 года Осьминский район был упразднён, Осьминский сельсовет вошёл в состав Сланцевского района.
1 февраля 1963 года Осьминский сельсовет был передан в состав Лужского района.
22 мая 1965 года к сельсовету был присоединён упразднённый Сарогорский сельсовет.
По данным 1973 года в составе Осьминского сельсовета находились упразднённые Бельский, Будиловский, Захонский и Николаевский сельсоветы.
18 января 1994 года постановлением главы администрации Ленинградской области № 10 «Об изменениях административно-территориального устройства районов Ленинградской области» Осминский сельсовет, также как и все другие сельсоветы области, был преобразован в Осминскую волость.
1 января 2006 года в соответствии с областным законом № 65-оз от 28 сентября 2004 года «Об установлении границ и наделении соответствующим статусом муниципального образования Лужский муниципальный район и муниципальных образований в его составе» было образовано Осьминское сельское поселение, в состав которого вошли территории бывших Осьминской и Рельской волостей.

## Население
| 2006  | 2010  | 2011  | 2012  | 2013  | 2014  | 2015  |
| ----- | ----- | ----- | ----- | ----- | ----- | ----- |
| 3100  | ↗3212 | ↘3199 | ↗3220 | ↘3183 | ↘3126 | ↗3128 |
| 2016  | 2017  | 2018  | 2019  | 2020  | 2021  | 2023  |
| ↘3090 | ↘2996 | ↘2904 | ↘2831 | ↘2711 | ↗2759 | ↘2619 |
| 2024  | 2025  |       |       |       |       |       |
| ↘2541 | ↘2500 |       |       |       |       |       |

## Состав сельского поселения
| №  | Населённый пункт | Тип населённого пункта          | Население    |
| -- | ---------------- | ------------------------------- | ------------ |
| 1  | Бельское         | деревня                         | →1 (2017)    |
| 2  | Брея             | деревня                         | ↗3 (2017)    |
| 3  | Будилово         | деревня                         | ↘10 (2017)   |
| 4  | Вагошка          | деревня                         | ↘0 (2017)    |
| 5  | Глубокое         | деревня                         | ↘2 (2017)    |
| 6  | Гниленка         | деревня                         | →1 (2017)    |
| 7  | Горестницы       | деревня                         | ↘2 (2017)    |
| 8  | Горка            | деревня                         | ↘0 (2017)    |
| 9  | Гусли            | деревня                         | ↘3 (2017)    |
| 10 | Жог              | деревня                         | ↘7 (2017)    |
| 11 | Задейшино        | деревня                         | ↘0 (2017)    |
| 12 | Залустежье       | деревня                         | ↘28 (2017)   |
| 13 | Замошье          | деревня                         | ↘1 (2017)    |
| 14 | Засобье          | деревня                         | ↗5 (2017)    |
| 15 | Захонье          | деревня                         | ↘11 (2017)   |
| 16 | Извоз            | деревня                         | ↘0 (2017)    |
| 17 | Исаково          | деревня                         | ↘5 (2017)    |
| 18 | Клескуши         | деревня                         | ↗13 (2017)   |
| 19 | Крокол           | деревня                         | ↘9 (2017)    |
| 20 | Лединки          | деревня                         | →5 (2017)    |
| 21 | Липа             | деревня                         | ↘5 (2017)    |
| 22 | Луговское        | деревня                         | ↘42 (2017)   |
| 23 | Любочажье        | деревня                         | ↘7 (2017)    |
| 24 | Медвежье         | деревня                         | ↘2 (2017)    |
| 25 | Мужич            | деревня                         | ↘0 (2017)    |
| 26 | Мхи              | деревня                         | →0 (2017)    |
| 27 | Накол            | деревня                         | →2 (2017)    |
| 28 | Николаевское     | деревня                         | ↘21 (2017)   |
| 29 | Новоивановское   | деревня                         | ↘2 (2017)    |
| 30 | Новоселье        | деревня                         | →5 (2017)    |
| 31 | Ожево            | деревня                         | ↘1 (2017)    |
| 32 | Орехова Грива    | деревня                         | ↗5 (2017)    |
| 33 | Осьмино          | посёлок, административный центр | ↘1420 (2017) |
| 34 | Переволок        | деревня                         | ↘1 (2017)    |
| 35 | Полоски          | деревня                         | →2 (2017)    |
| 36 | Псоедь           | деревня                         | ↘9 (2017)    |
| 37 | Пушкино          | деревня                         | ↘3 (2017)    |
| 38 | Райково          | деревня                         | ↘14 (2017)   |
| 39 | Рёлка            | деревня                         | ↗14 (2017)   |
| 40 | Рель             | деревня                         | ↗341 (2017)  |
| 41 | Саба             | деревня                         | ↘447 (2017)  |
| 42 | Самро            | деревня                         | ↘69 (2017)   |
| 43 | Сара-Лог         | деревня                         | ↘42 (2017)   |
| 44 | Сватково         | деревня                         | ↘50 (2017)   |
| 45 | Серебрянка       | деревня                         | ↘0 (2017)    |
| 46 | Славянка         | деревня                         | ↘16 (2017)   |
| 47 | Спасс-Которск    | деревня                         | ↘1 (2017)    |
| 48 | Ставотино        | деревня                         | ↘46 (2017)   |
| 49 | Хилок            | деревня                         | ↘12 (2017)   |
| 50 | Черенское        | деревня                         | ↘4 (2017)    |
| 51 | Чудиново         | деревня                         | ↗51 (2017)   |
| 52 | Шаломино         | деревня                         | ↘4 (2017)    |
| 53 | Шима             | деревня                         | ↘0 (2017)    |
| 54 | Шипино           | деревня                         | →11 (2017)   |

## Органы местного самоуправления
Местное самоуправление в поселении осуществляется на основании устава, который был утверждён решением совета депутатов Осьминского сельского поселения Лужского муниципального района Ленинградской области от 30 ноября 2005 года № 17. Он состоит из 7 глав, которые включают в себя 62 статьи.

### Представительная власть
Представительную власть в поселении осуществляет Совет депутатов, состоящий из 10 депутатов, избираемых жителями поселения сроком на 4 года.
Совет депутатов района возглавляет глава поселения, выбираемый Советом из своих рядов.
В Совете депутатов сформированы следующие постоянные комиссии:
- По бюджету, налогам и экономическому развитию
- По вопросам муниципального имущества, земельным отношениям, строительству, архитектуре, вопросам жилищно-коммунального хозяйства, благоустройства, охране окружающей среды
- По социальным вопросам (образование, здравоохранение, пенсионное обеспечение, социальная защита населения) и охране общественного порядка

### Исполнительная власть
Исполнительную власть в поселении осуществляет администрация. Глава администрации назначается Советом депутатов из числа кандидатов, отобранных специальной конкурсной комиссией, члены которой назначаются Советом депутатов поселения и губернатором Ленинградской области. Также в состав администрации входят заместитель главы администрации, 2 специалиста 1 категории и 4 специалиста.
Администрация поселения расположена по адресу: Ленинградская область, Лужский район, посёлок Осьмино, улица Ленина, дом 51А.

## Транспорт
Автобусное сообщение представлено следующими маршрутами:
- № 93 Сланцы — Осьмино (4 рейса в неделю)
- № 110 Луга — Рель — Николаевское (12 рейсов в неделю)
- № 110-Т Луга — Осьмино (18 рейсов в неделю)
- № 892 Мурино — Будилово (4 рейса в неделю)

## Связь
На территории поселения расположены 5 почтовых отделений:
- Осьмино — 188290
- Рель — 188297
- Самро — 188296
- Николаевское — 188293
- Захонье — 188292

## Социальная сфера
В посёлке Осьмино, в доме № 55А по улице Ленина, расположено МОУ «Осьминская средняя общеобразовательная школа». . Также в Осьмино расположено МДОУ «Осьминский детский сад».
В посёлке Осьмино расположены больница и детская поликлиника.

## Достопримечательности
- Часовня святых Флора и Лавра в Захонье
- Церковь во имя святого великомученика Георгия Победоносца в Осьмино
- Часовня в Псоеди
- Церковь во имя святого Николая Чудотворца в Рели
- Церковь во имя Воскресения Христова в Самро
- Часовня в честь Тихвинской Иконы Божией Матери в Шиме

## Известные уроженцы
- Фёдор Михеевич Александров (1913—1986) — Герой Советского Союза, родился в деревне Шима.